# الرشيدية (المكلا)

تعديل مصدري - تعديل

الرشيدية هي إحدى قرى عزلة المكلا بمديرية المكلا التابعة لمحافظة حضرموت، بلغ تعداد سكانها 65 نسمة حسب تعداد اليمن لعام 2004.